# Røde blodlegemer
Røde blodlegemer eller erytrocytter (af oldgræsk: ἐρυθρός (eruthrós, rød") og κύτος (kutos, "krukke")) er skiveformede, kerneløse celler med en diameter på ca. 7 mikrometer (dvs. 7 milliontedele af en meter), som cirkulerer i blodet. De er pakket med blodets røde protein hæmoglobin, som transporterer ilt fra lungerne ud til vævene, hvor ilten afgives. Derefter optager de kuldioxid, som føres væk fra vævene til lungerne, hvor det udåndes.
Røde blodlegemer dannes i knoglemarven; for at dette skal ske kræver det adskillige næringsstoffer, bl.a. aminosyrer, der indgår i proteinsyntesen, jern, der indgår i hæmoglobinmolekylet, vitaminerne B12 og folinsyre, der er nødvendige cofaktorer under celledannelsen.

## Facts om erytrocytter
Lidt under halvdelen af menneskets ca. 5 liter blod udgøres af røde blodlegemer. Procentdelen af blodet som udgøres af erytrocytter betegnes som hæmatokrit-værdien. Antallet af røde blodlegemer er ca. 25.000 milliarder, dvs. er der ca. 5 millioner pr. mm3 kropsvæv hos mænd og 4,5 millioner pr. mm3 kropsvæv hos kvinder. Hver kubikmillimeter blod indeholder ca. 5 millioner røde blodlegemer. Omsætningen er 2 millioner celler i sekundet.
Røde blodlegemer produceres i knoglemarven og har en levetid på omkring fire måneder(120 dage) i blodbanen, og hvert sekund nedbrydes 2 millioner, mens 2 millioner dannes. Når røde blodlegemer nedbrydes sker det i milten, hvor hæmoglobinet bliver omdannet til det gulbrune farvestof bilirubin (der udskilles gennem leveren med galden). Men der kan ske en ophobning af bilirubin hvis de nedbrydes for hurtigt, og dette vil forårsage gulsot.

## Blodtyper
Genetisk bestemte molekyler på overfladen de røde blodlegemer bestemmer blodtypen. De vigtigste blodtyper er AB0systemet og RhDsystemet. Der kendes mere end 50 membranproteiner i de røde blodlegemers cellemembran (se billedet) og omkring 25 af dem bærer de genetiske markører.

## Parakliniske undersøgelser
De røde blodlegemer kan undersøges ved at tage en blodprøve. Normalt vil man undersøge blodets indhold af hæmoglobin (blodprocent) og hvor stor del af blodets volumen som udgøres af røde blodlegemer (hæmatokrit). Disse to undersøgelser bruges til at stille diagnosen anæmi (blodmangel). Herudover kan man måle størrelsen af erytrocytterne (middelcelle volumen/MCV), hvilket fortæller noget om knoglemarvens funktion. Hvis cellerne er meget små og umodne kan det tyde på en knoglemarvssygdom eller et mangelsyndrom. Man kan endvidere undersøge blodcellerne i mikroskop, hvor man kigger på deres form og struktur.
Udstrygningspræparater benyttes til at undersøge for forekomsten af parasitter som malaria og filaria.

## Patologi
Blodmangel eller anæmi er den mest almindelige lidelse, hvor de røde blodlegemer er involveret. Herved forstås en paraklinisk sænkning i hæmoglobin niveauet. Dog er der som oftest også for få røde blodlegemer (erytrocytopeni). Der kan være mange årsager til anæmi og ofte er der flere sideløbende årsager. 
Almindelige symptomer er træthed, energiløshed, kortåndethed  og man bliver hurtigt forpustet  og bleg. Blodmangel skyldes hovedsageligt nedsat produktion af røde blodlegemer, eller øget tab af røde blodlegemer. Mangler et eller flere af stofferne jern, vitamin B12 eller folinsyre, vil produktionen af røde blodlegemer efterhånden blive påvirket og medføre mangel på røde blodceller.
En anden tilstand er erytrocytose, hvor der er for mange røde blodlegemer. Dette ses f.eks. ved polycytaemiske sygdomme, hvor der dannes for mange celler i den røde knoglemarv.

## Eksterne links
- Hvad består blodet af? Bloddonorerne i Danmark Arkiveret 13. december 2010 hos  Wayback Machine
- Kunstigt blod kommer nærmere. Videnskab.dk